# Antonino Eugénio Fernandes Dias

Bischofswappen von Antonino Eugénio Fernandes Dias

Antonino Eugénio Fernandes Dias (* 15. Dezember 1948 in Longos Vales, Portugal) ist ein portugiesischer Geistlicher und römisch-katholischer Bischof von Portalegre-Castelo Branco.

## Leben
Antonino Eugénio Fernandes Dias empfing am 13. Juni 1974 das Sakrament der Priesterweihe für das Erzbistum Braga.
Am 10. November 2000 ernannte ihn Papst Johannes Paul II. zum Titularbischof von Tamata und bestellte ihn zum Weihbischof in Braga. Der Bischof von Viana do Castelo, José Augusto Martins Fernandes Pedreira, spendete ihm am 21. Januar 2001 die Bischofsweihe; Mitkonsekratoren waren der Erzbischof von Braga, Jorge Ferreira da Costa Ortiga, und der Bischof von Porto, Armindo Lopes Coelho. Papst Benedikt XVI. ernannte ihn am 8. September 2008 zum Bischof von Portalegre-Castelo Branco.